# Jean-Baptiste Esclapez
Jean-Baptiste Esclapez, dit « Titou », est né en août 1944 à Oran en Algérie, région particulièrement propice à la pêche et la chasse sous-marine.
Dès son plus jeune âge, en compagnie de son frère, il s'adonne à la pêche à la ligne et à la chasse sous-marine, avec un matériel de fortune.
En 1961, comme la grande majorité des pieds-noirs, il quitte l'Algérie avec sa famille. Il a 17 ans, et découvre le littoral provençal à Toulon où il réside désormais.
À 21 ans, après son service militaire, il rencontre Robert Stromboni qui lui apprend la technique de l'agachon.
À 24 ans ce sont ses premières compétitions... et le début d'une carrière sportive fulgurante.
Mécanographe et informaticien, sa passion prend alors le dessus, et il s'adonne totalement à la chasse sous-marine, parcourant à longueur d'année toute la côte méditerranéenne, de Marseille à Gibraltar.
Troisième champion du monde français de la spécialité en 1975 au Pérou, "Titou" fut associé à la marque Sporasub, puis à la marque Imersion, pour la promotion du matériel qui portait son nom et qu'il commercialisait.
Depuis 2008, il a lancé sa propre marque de matériel, Esclapez Diving, en association avec l'industriel Gérard Quilliou lui-même chasseur sous-marin.
En 2012 la marque se sépare du champion pour différentes raisons, "Esclapez Diving conçu par des chasseurs, pour des chasseurs" devient alors "Esclapez Spearfishing, nos champions c'est vous" et en 2014 la société marque définitivement sa séparation avec Jean-Baptiste Esclapez en changeant de nom pour Epsealon.

## Palmarès
- 1969 :  Vice-champion du monde par équipes (Eolski Otoci, Italie)
- 1970 :  Vice-champion d'Europe par équipes (Mali Losinj, Yougoslavie)
- 1971 :  Remporte la compétition internationale « l'Amphore d'argent » (Bulgarie)
- 1972 :  Vice-champion d'Europe (Ustica, Italie)
- 1973 :  3e du championnat du monde par équipes (Cadaquès, Espagne)
- 1972 :  Champion d'Europe par équipes (Île de Man, Angleterre)
- 1974 :  3e du championnat d'Europe par équipes (KilkeeIrland, Irlande)
- 1975 :  Champion du Monde individuel (Paracas, Pérou)[1]
- 1975 :  Champion de France
- 1975 :  Compétition internationale « Le Nemrod d'or » (Espagne)
- 1977 :  Vice-champion d'Europe par équipes (Ustica, Italie)
- 1977 :  3e du championnat d'Europe (Italie)
- 1980 :  Champion d'Europe (Sesimbra, Portugal)
- 1980 :  Champion d'Europe par équipes (Portugal)
- 1981 :  Vice-champion du Monde (Florianopolis, Brésil)
- 1981 :  Vice-champion du Monde par équipes (Florianopolis, Brésil)
- 1981 :  Champion de France
- 1984 :  Vice-champion d'Europe par équipes (Palamos, Espagne)
- 1987 :  Vice-champion du Monde (Istanbul, Turquie)
- 1987 :  3e du championnat du monde par équipes (Istanbul, Turquie)
- 1987 :  Champion de France

## Ouvrages
- Dominique Serafini, La Pêche sous-marine avec Jean-Baptiste Esclapez (BD), Glénat, 1980
- Jean-Baptiste Esclapez, Franck Mességué, Guy Gazzo et al., Le Grand Livre de la chasse sous-marine et de la plongée libre, Sainte-Clotilde (Réunion), éditions Orphie, 2000, 431 p. (ISBN 2-87763-058-7)

## DVDthèque
- La chasse à trou, avec J-B. Esclapez, éd. P.S.V., 19 octobre 1999;
- La chasse sous-marine, avec J-B. Esclapez champion du monde, éd. P.S.V., 19 octobre 1999;
- Dentis! avec Titou Esclapez, champion du monde (adaptation française de Tutto dentice), éd. P.S.V., 1er mai 2000.